# Những đứa trẻ to xác 2
Những đứa trẻ to xác 2 (tựa tiếng Anh: Grown Ups 2) là một bộ phim hài Mỹ năm 2013 do Dennis Dugan đạo diễn và sản xuất bởi Adam Sandler, diễn viên đóng chính trong phim. Phim còn có sự tham gia của Kevin James, Chris Rock, David Spade, Salma Hayek và Nick Swardson. Phim đã nhận được chín đề cử Mâm xôi vàng tại lễ trao giải lần thứ 34.

## Nội dung
Phim lấy bối cảnh ba năm sau các sự kiện của phần phim trước, tiếp tục kể về gia đình của nhóm bạn thân Lenny Feder, Eric Lamonsoff, Kurt McKenzie và Marcus Higgins.
Mở đầu phim, một con hươu chạy vào nhà của gia đình Feder khiến cả gia đình chạy lung tung. Khi con hươu chạy ra ngoài, đứa con gái út Becky mới tiết lộ rằng chính cô bé đã để cửa mở suốt đêm cho động vật bên ngoài có thể vào nhà. Roxanne nghĩ ra ý tưởng hai vợ chồng nên có thêm một đứa con nữa, nhưng Lenny nói rằng gia đình họ đã quá hoàn hảo, làm Roxanne nổi giận.
Ở nhà của gia đình Lamonsoff, đứa con trai của vợ chồng Eric làm toán dở tệ, còn đứa con gái thì mang phong cách thời trang kỳ quặc. Ở nhà của gia đình McKenzie, Kurt bất ngờ tặng vợ một món quà nhân dịp kỷ niệm ngày cưới của họ. Marcus Higgins ra nhà ga để đón đứa con rơi của anh từ xa đến, đó là Braden - một chàng trai cao lớn và khá hung dữ.
Nhóm của Lenny dành cả ngày đi dạo vòng quanh thị trấn, thảo luận về việc họ từng có những ngày hè tuyệt vời khi còn nhỏ. Họ cũng nói về Tommy Cavanaugh, người năm xưa thường bắt nạt Lenny. Lenny tự tin tuyên bố mình có thể hạ gục Tommy nếu gặp lại anh ta. Nhóm của Lenny đến trường học tham dự buổi biểu diễn ba lê của Becky, cô giáo dạy múa quá nóng bỏng khiến những người đàn ông mê mệt. Cô giáo này lại chính là bạn gái của Tommy. Tommy đe dọa sẽ cho Lenny ăn đòn nếu anh còn dám khoác lác lần nữa.
Nhóm của Lenny ghé thăm chỗ mỏ đá cũ, nơi họ từng bơi lội khi còn nhỏ. Họ chạm trán một nhóm thanh niên côn đồ, những kẻ bắt họ khỏa thân nhảy xuống hồ khiến họ bị đau đớn vì đập xuống mặt nước. Braden tham gia tiệc tùng gần đó, giận dữ khi chứng kiến cảnh này nên anh phá hoại căn nhà của bọn côn đồ kia. Khi nhóm thanh niên côn đồ quay về thấy căn nhà bị phá hoại, chúng nghĩ rằng nhóm của Lenny là thủ phạm và thề sẽ trả thù.
Gia đình của Lenny chuẩn bị mời bạn bè đến nhà dự tiệc. Roxanne tiết lộ cô đã có thai vì hai vợ chồng đã quan hệ tình dục trong bồn tắm ở nhà nghỉ Số 6. Bất ngờ trước tin này, Lenny đi uống rượu cùng bạn bè. Tommy xuất hiện trong bữa tiệc và coi thường Lenny, lần này Lenny can đảm đòi đánh tay đôi với anh ta, nhưng sau đó cả hai làm hòa với nhau. Nhóm thanh niên côn đồ kéo đến định quậy phá bữa tiệc. Tất cả mọi người xông lên chiến đấu với bọn côn đồ, tạo ra nhiều tình huống vui nhộn trong cuộc giao chiến. Cuối cùng bọn côn đồ bị đánh bại và bỏ chạy khỏi sân nhà của Lenny.
Khi cuộc giao chiến kết thúc, bốn người bạn thân cùng với Dickie Bailey đến nhà mẹ của Eric để ăn bánh pancake. Bà Lamonsoff chia sẻ rằng một đứa con mới là điều rất tuyệt vời và khuyên Lenny hãy chấp nhận điều đó. Lenny bắt đầu suy nghĩ lại và quay về nhà, anh nói lời xin lỗi Roxanne và họ cùng nhau chờ đợi đứa con tiếp theo ra đời.

## Diễn viên

### Nhân vật chính
- Adam Sandler vai Lenny Feder
- Kevin James vai Eric Lamonsoff
- Chris Rock vai Kurt McKenzie
- David Spade vai Marcus Higgins
- Nick Swardson vai Nick

### Gia đình Feder
- Salma Hayek vai Roxanne Feder
- Cameron Boyce vai Keith Feder
- Jake Goldberg vai Greg Feder
- Alexys Nycole Sanchez vai Becky Feder

### Gia đình Lamonsoff
- Maria Bello vai Sally Lamonsoff
- Ada-Nicole Sanger vai Donna Lamonsoff
- Frank and Morgan Gingerich vai Bean Lamonsoff
- Georgia Engel vai Bà Lamonsoff

### Gia đình McKenzie
- Maya Rudolph vai Deanne McKenzie
- China Anne McClain vai Charlotte McKenzie
- Nadji Jeter vai Andre McKenzie
- Kaleo Elam vai Ronnie McKenzie

### Nhân vật khác
- Alexander Ludwig vai Braden Higgins
- Steve Buscemi vai Wiley
- Tim Meadows vai Malcolm Fluzoo
- Colin Quinn vai Dickie Bailey
- Cheri Oteri vai Penny
- Jonathan Loughran vai Robideaux
- Peter Dante vai Sĩ quan Dante
- Shaquille O'Neal vai Sĩ quan Fluzoo
- Stone Cold Steve Austin vai Tommy Cavanaugh
- April Rose vai Cô giáo nóng bỏng
- Taylor Lautner vai Andy
- Milo Ventimiglia vai Milo
- David Henrie vai Zac
- Patrick Schwarzenegger vai Thanh niên côn đồ
- Halston Sage vai Nancy Arbuckle
- Oliver Hudson vai Kyle
- Kris Murrell vai Kitty
- Kamil McFadden vai Bumpty Fluzoo
- Ellen Cleghorne vai Mary Fluzoo
- Aly Michalka vai Savannah